# Paul Egli
Paul Egli (* 18. August 1911 in Dürnten; † 23. Januar 1997 ebenda) war ein Schweizer Radrennfahrer. Er war der erste Schweizer, der das Gelbe Trikot bei einer Tour de France trug.
Paul Egli, ein Bauernsohn, kam durch einen Krankenhausaufenthalt zum Radsport. Wegen einer Entzündung des Hüftgelenks verordneten die Ärzte ihm Übungen, durch die er Spass am Sport bekam. Egli begann seine Radsport-Laufbahn als Cyclocrossfahrer; zweimal wurde er Schweizer Meister in dieser Disziplin. 1932 und 1933 wurde er Strassen-Weltmeister der Amateure. 1933 siegte er in der Meisterschaft von Zürich für Amateure.
Anschliessend wurde Egli Profi und als solcher 1937 bei den Strassen-Weltmeisterschaften in Kopenhagen Dritter und 1938 Zweiter in Valkenburg. 1936 nahm Egli an der Tour de France teil, gewann die erste Etappe und errang das Gelbe Trikot für einen Tag; damit war er der erste Schweizer, dem dies gelang (allerdings gab er später auf). Bei zwei weiteren Teilnahmen wurde er 29. (1937) und 31.(1938).
1934, 1935 und 1942 gewann Egli die renommierte Meisterschaft von Zürich. An der Tour de Suisse nahm er von der ersten Austragung 1933 bis 1942 ununterbrochen teil. Bei seiner letzten Teilnahme im Jahre 1942 wurde er jedoch auf den letzten Platz gesetzt, weil er über 15 Kilometer im Windschatten eines Autos gefahren war. Danach gab er das Rennen auf. Es siegte bei dieser Tour erstmals Ferdy Kübler, dessen «Mentor» Egli wurde; die beiden fuhren noch einige Madison-Wettbewerbe gemeinsam.
Paul Egli trat 1947 vom Radsport zurück. Bis zu seinem Tode bewirtschaftete er den Bauernhof seiner Familie.